# آلته بيناكوتك
آلته بيناكوتك (بالإنجليزية: Alte Pinakothek) هو متحف فني يقع في كونستاريل التابعة لمدينة ميونيخ، ألمانيا. وهو واحد من أقدم المعارض في العالم، ويضم واحدة من المجموعات الأكثر شهرة من اللوحات القديمة. الاسم آلته (بمعنى قديم) يشير إلى الفترة الزمنية الفنية التي يغطيها المتحف وهي الفترة التي تسبق القرن التاسع عشر.
المتحف يضم لوحة واحدة للرسام الإيطالي ليوناردو دا فينشي وهي بعنوان سيدة القرنفل.

## المعرض
قطع مختارة:

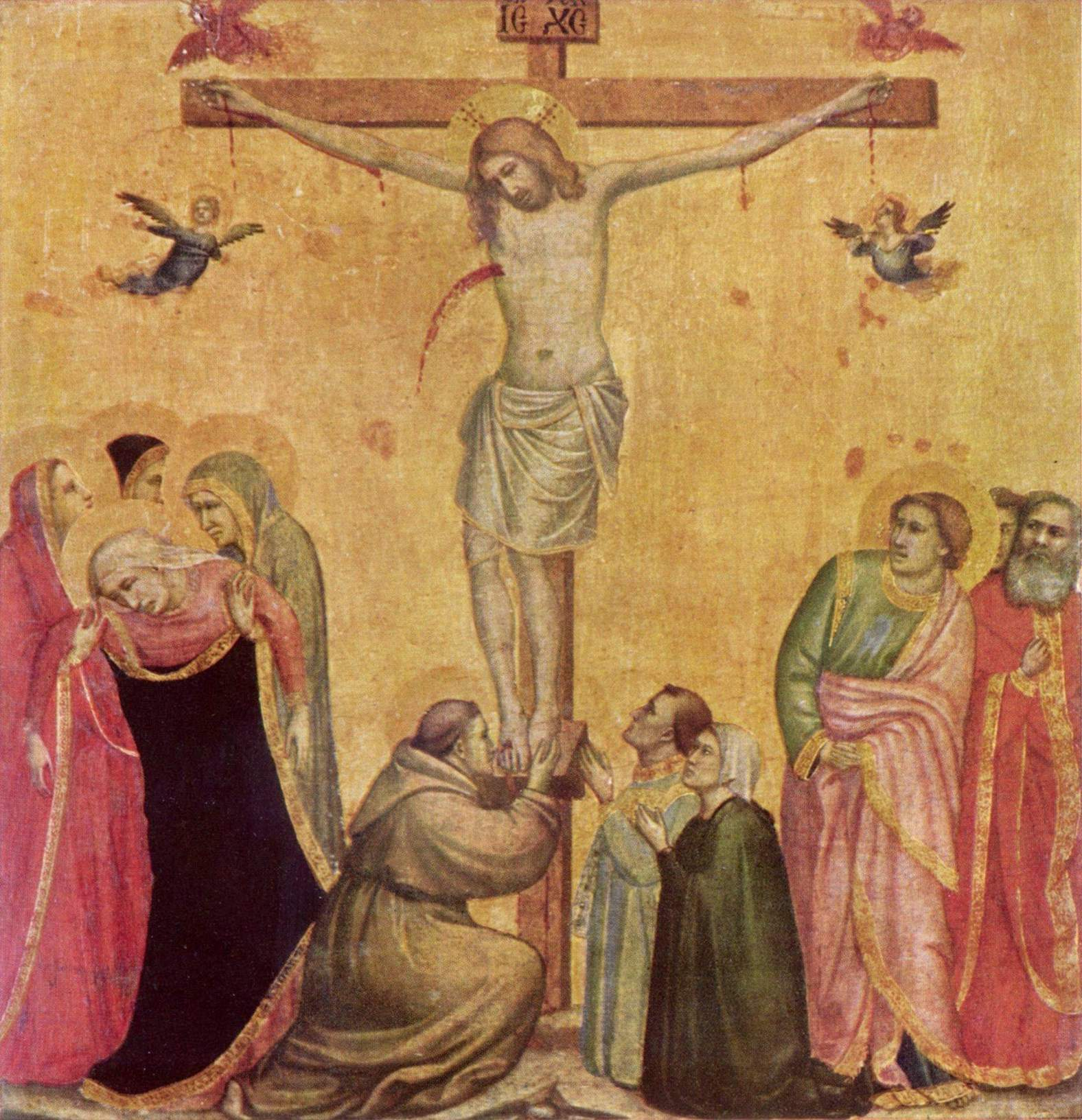
جوتو دي بوندوني, Christ on the Cross Between Mary and John, c. 1300
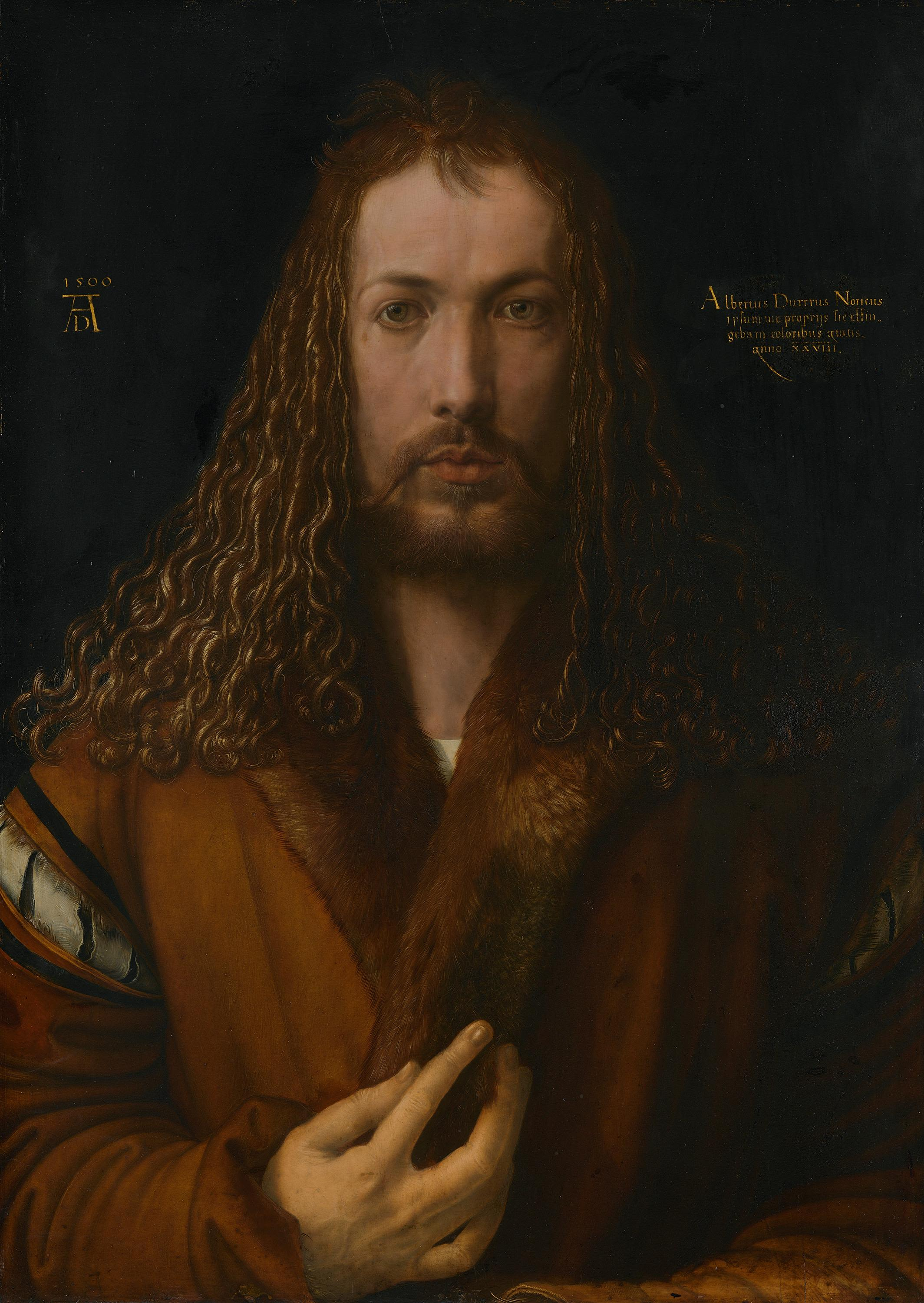
آلبرخت دورر، بورتريه ذاتي, 1500
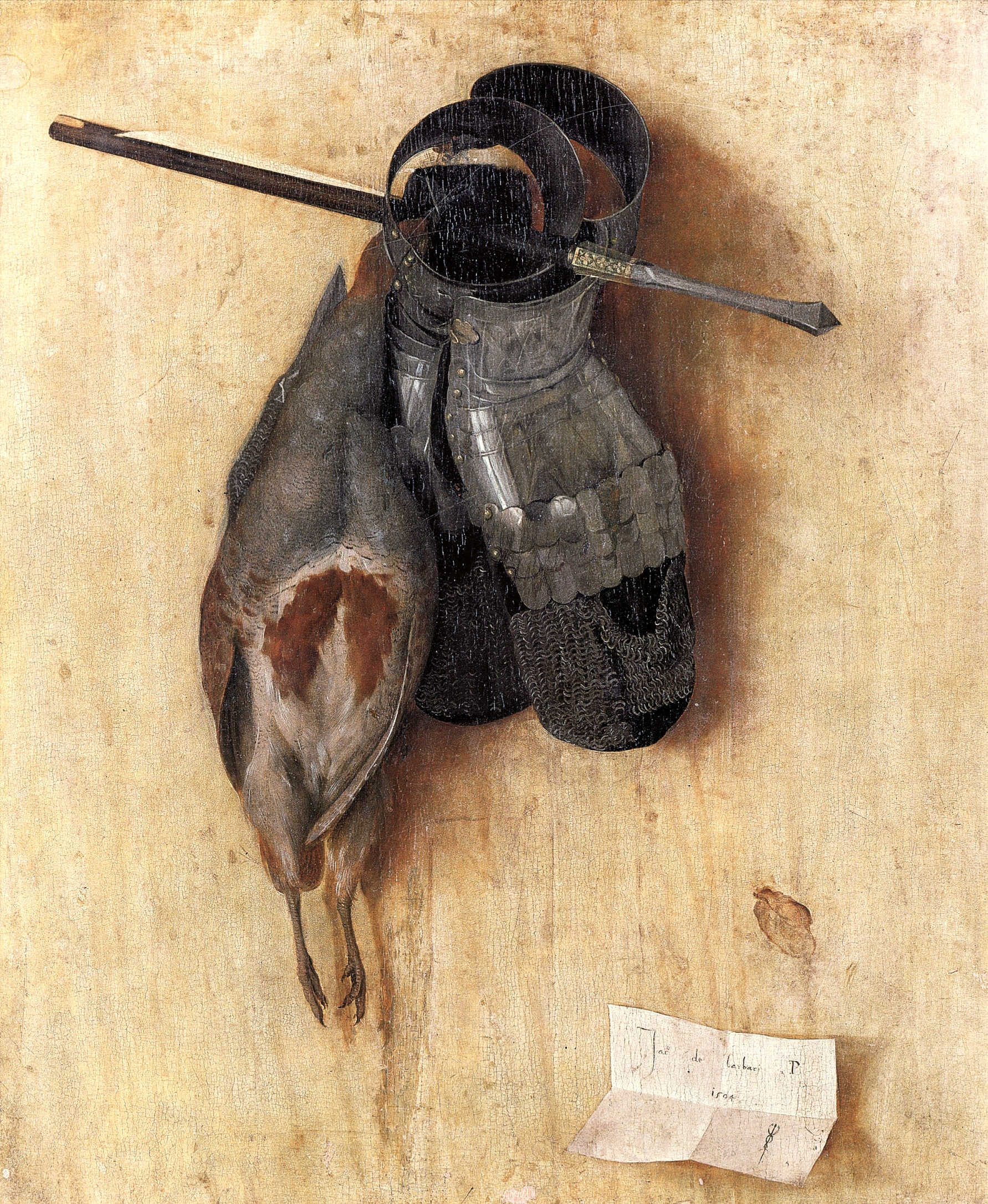
ياكوبو دي بارباري (c. 1440–before 1516), Still-Life with Partridge and Gauntlets, 1504
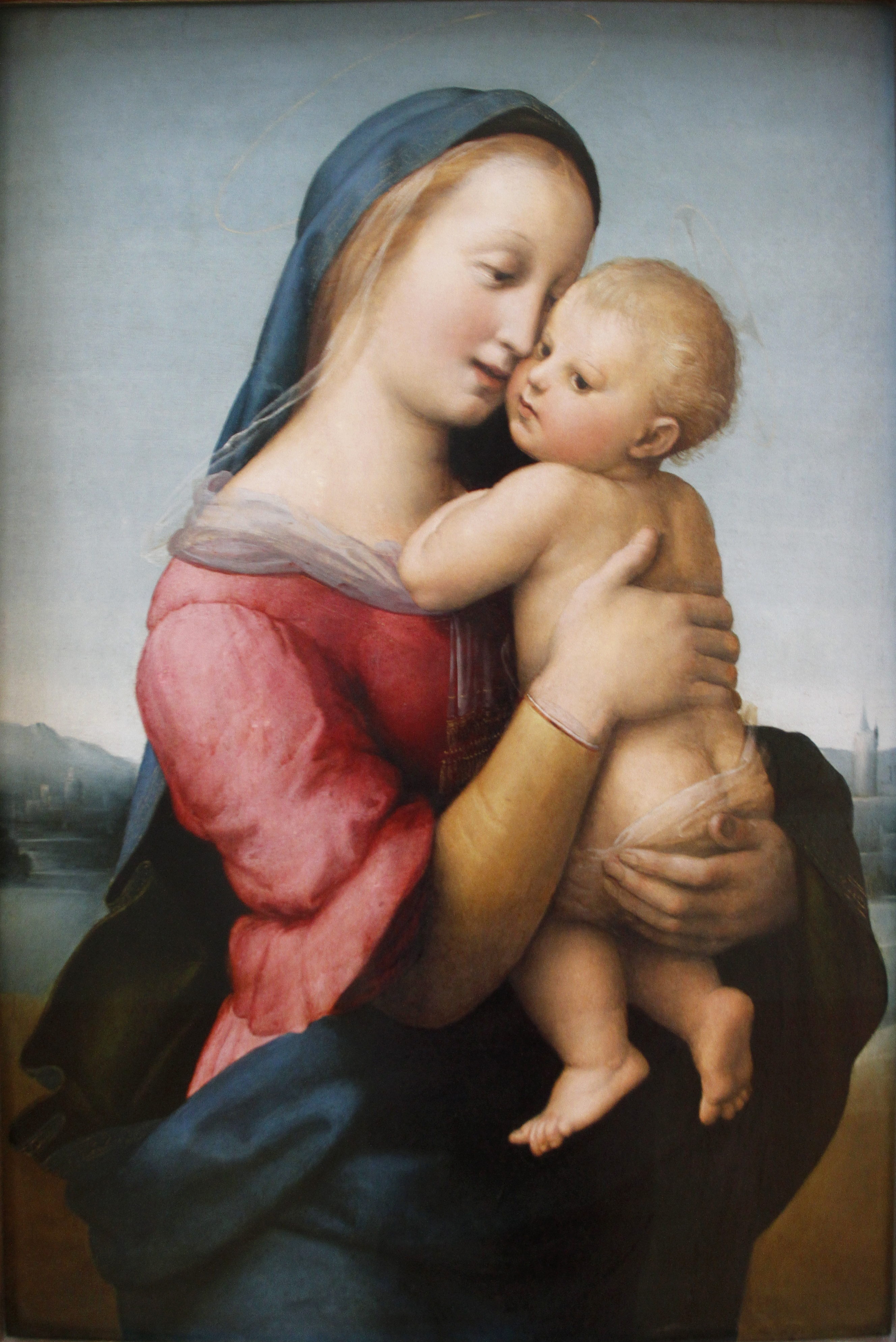
رفائيل, Madonna Tempi  [لغات أخرى]‏, 1508
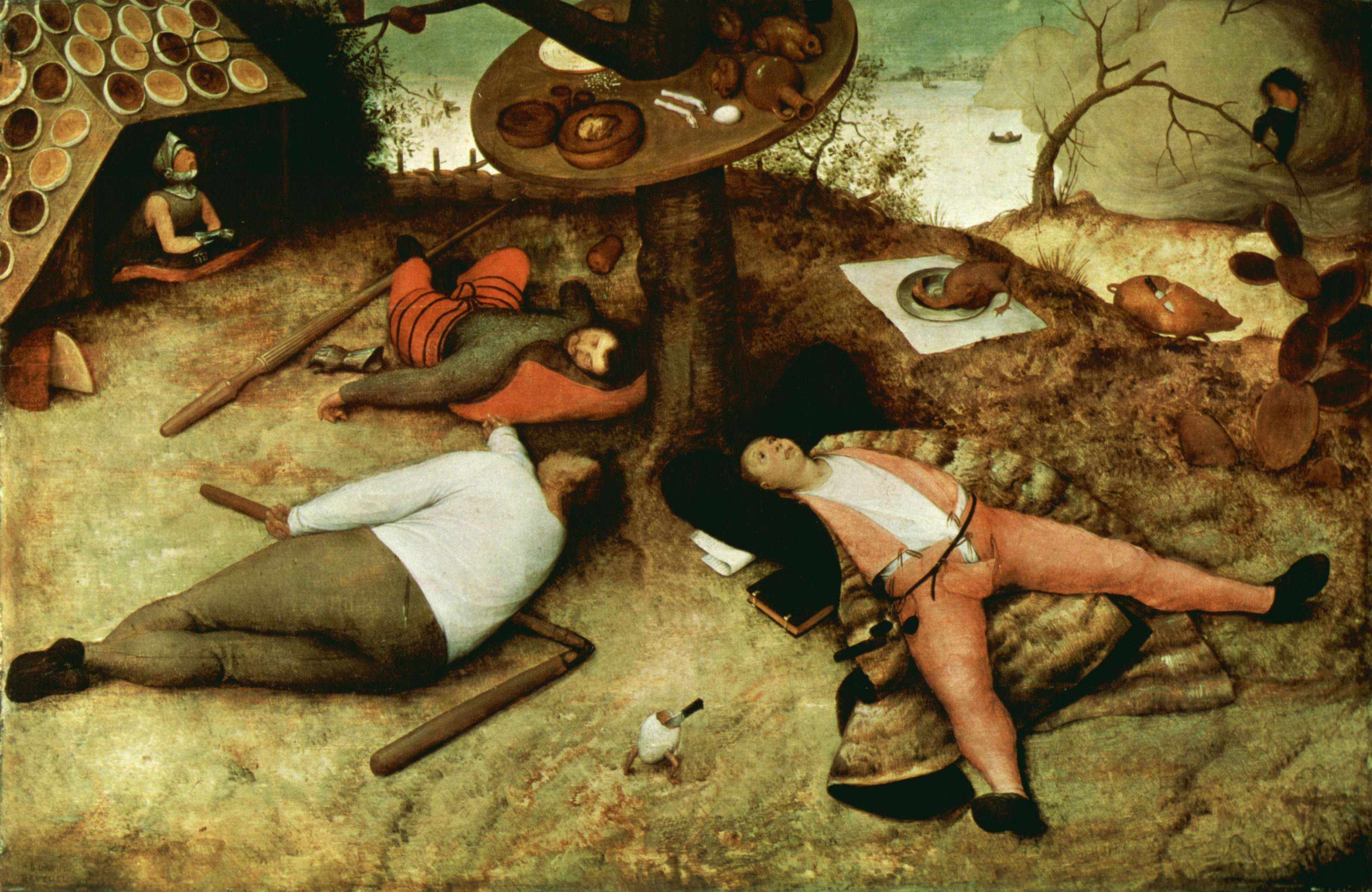
Pieter Bruegel, The Land of Cockaigne  [لغات أخرى]‏ (1567)
ألبرخت ألتدورفر, معركة الإسكندر في إسوس, 1529
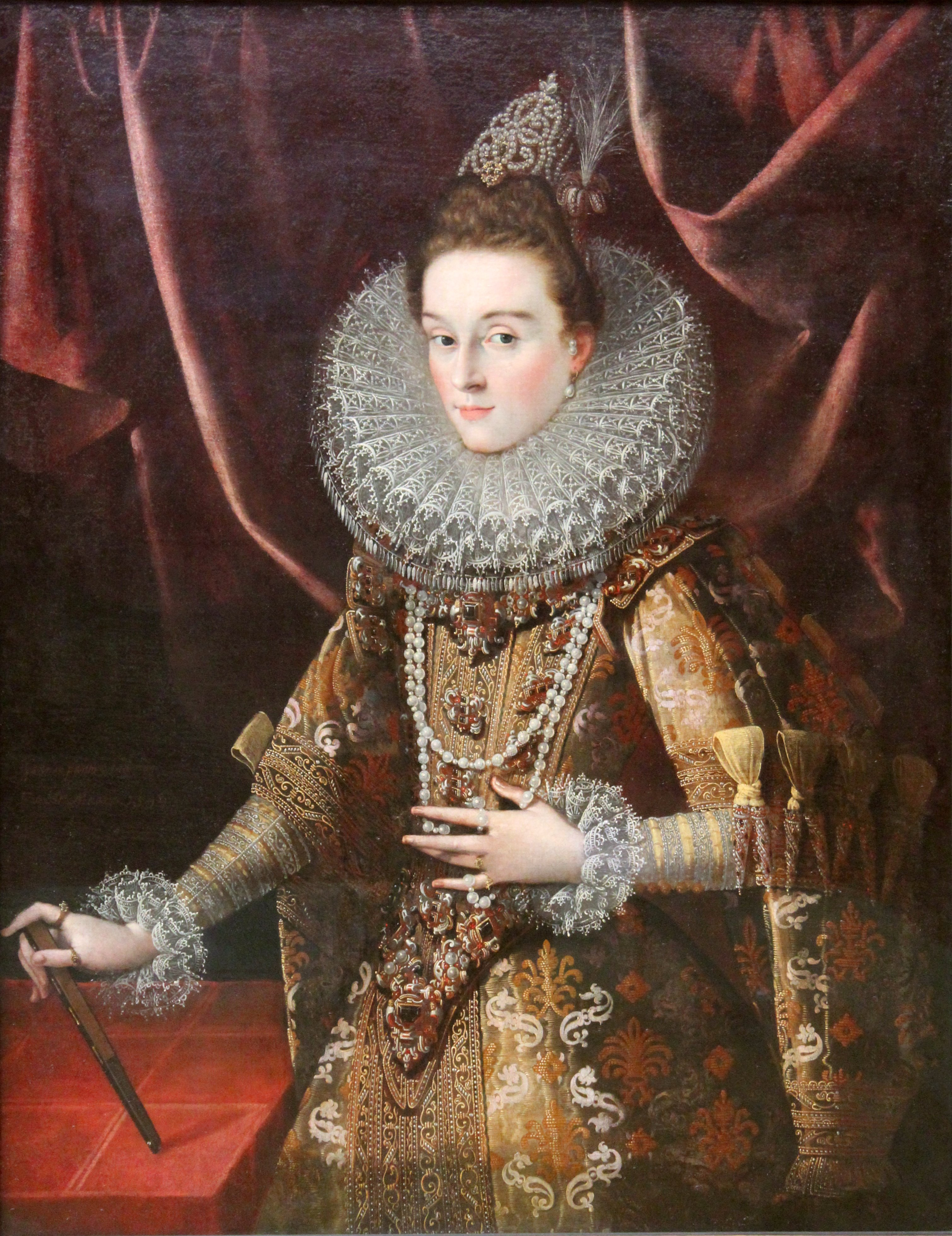
Juan Pantoja de la Cruz, Infanta Isabella Clara Eugenia, 1599
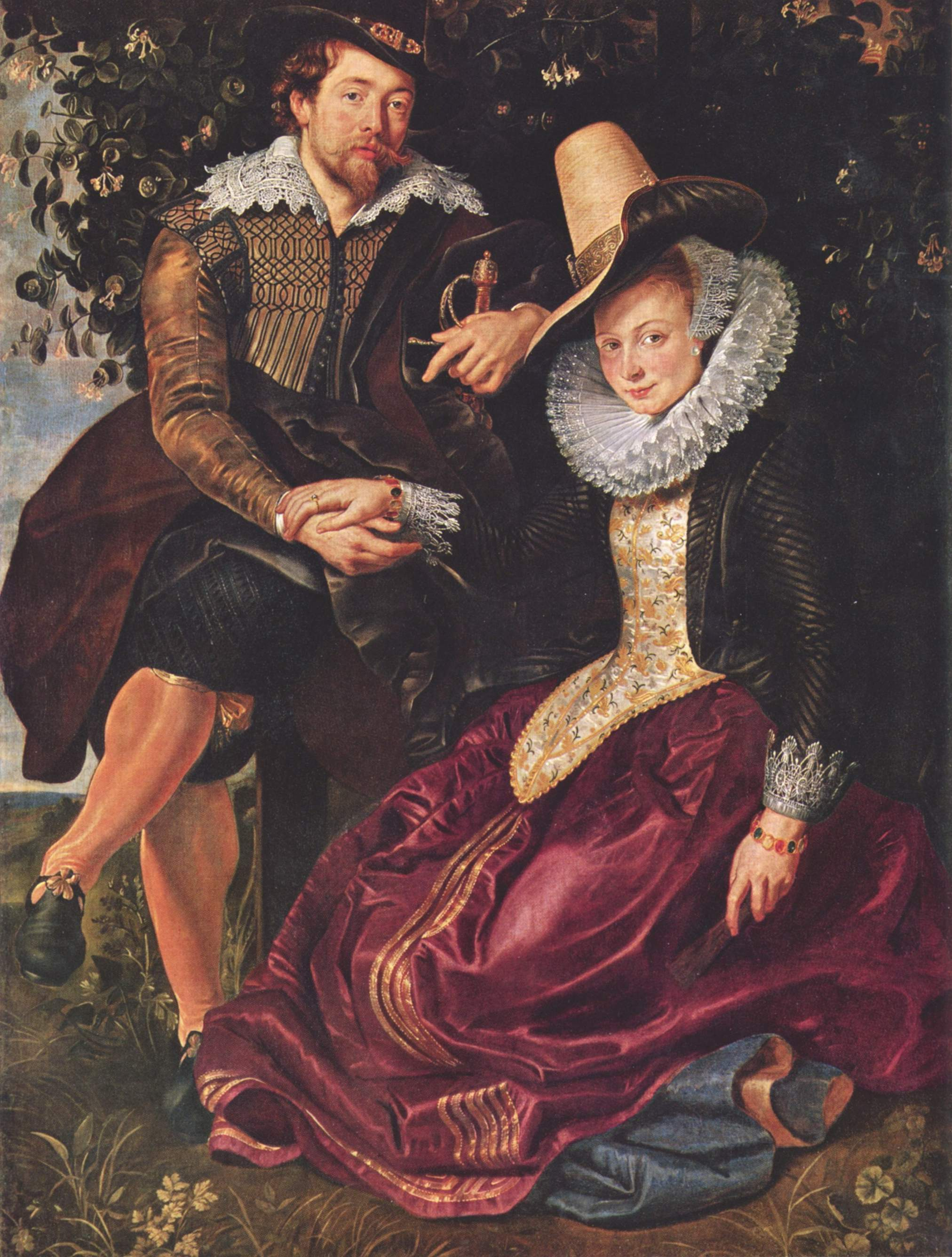
بيتر بول روبنس, Rubens and Isabella Brant in the Honeysuckle Bower, 1609
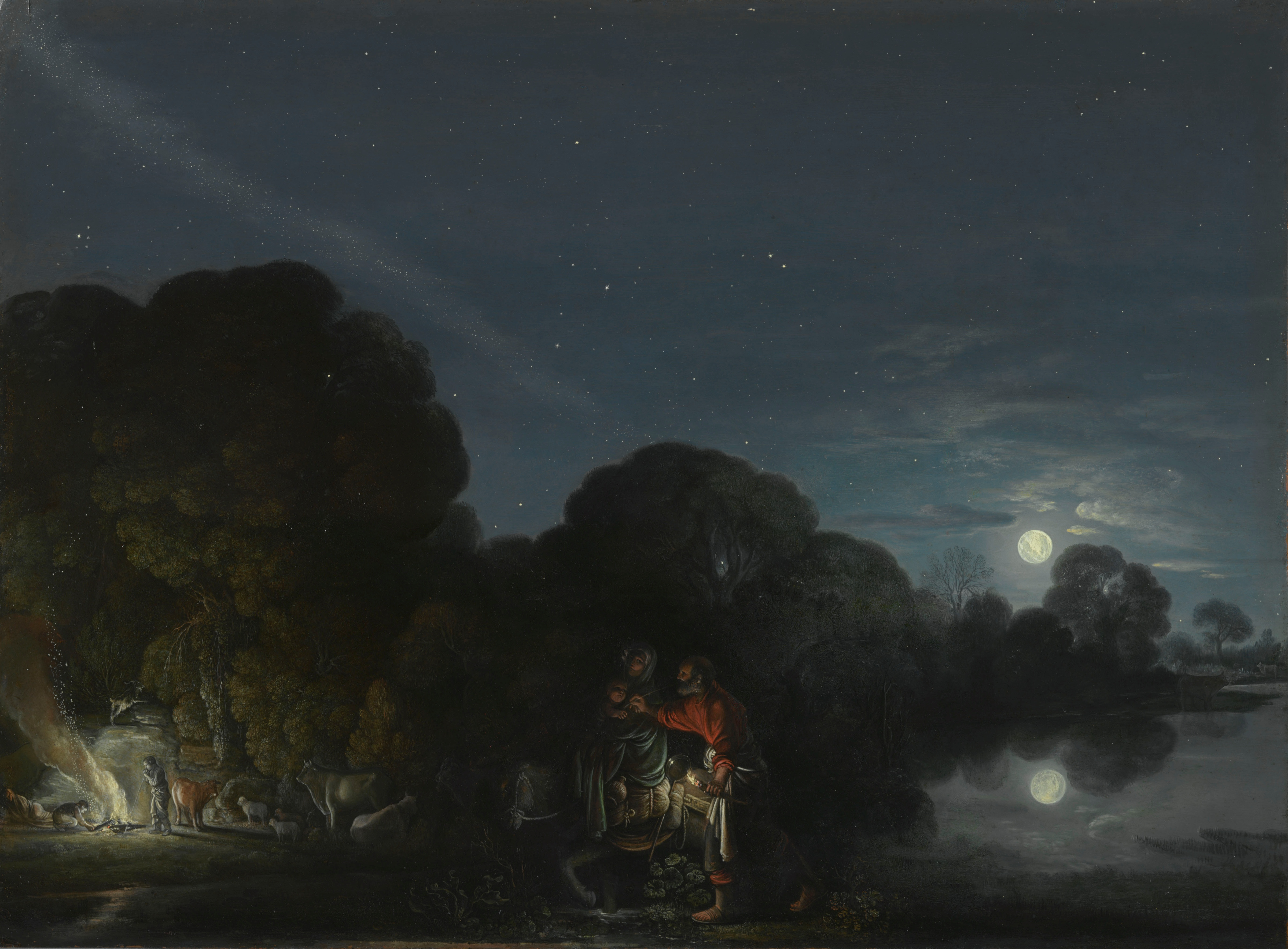
Adam Elsheimer, The Flight into Egypt, c. 1609
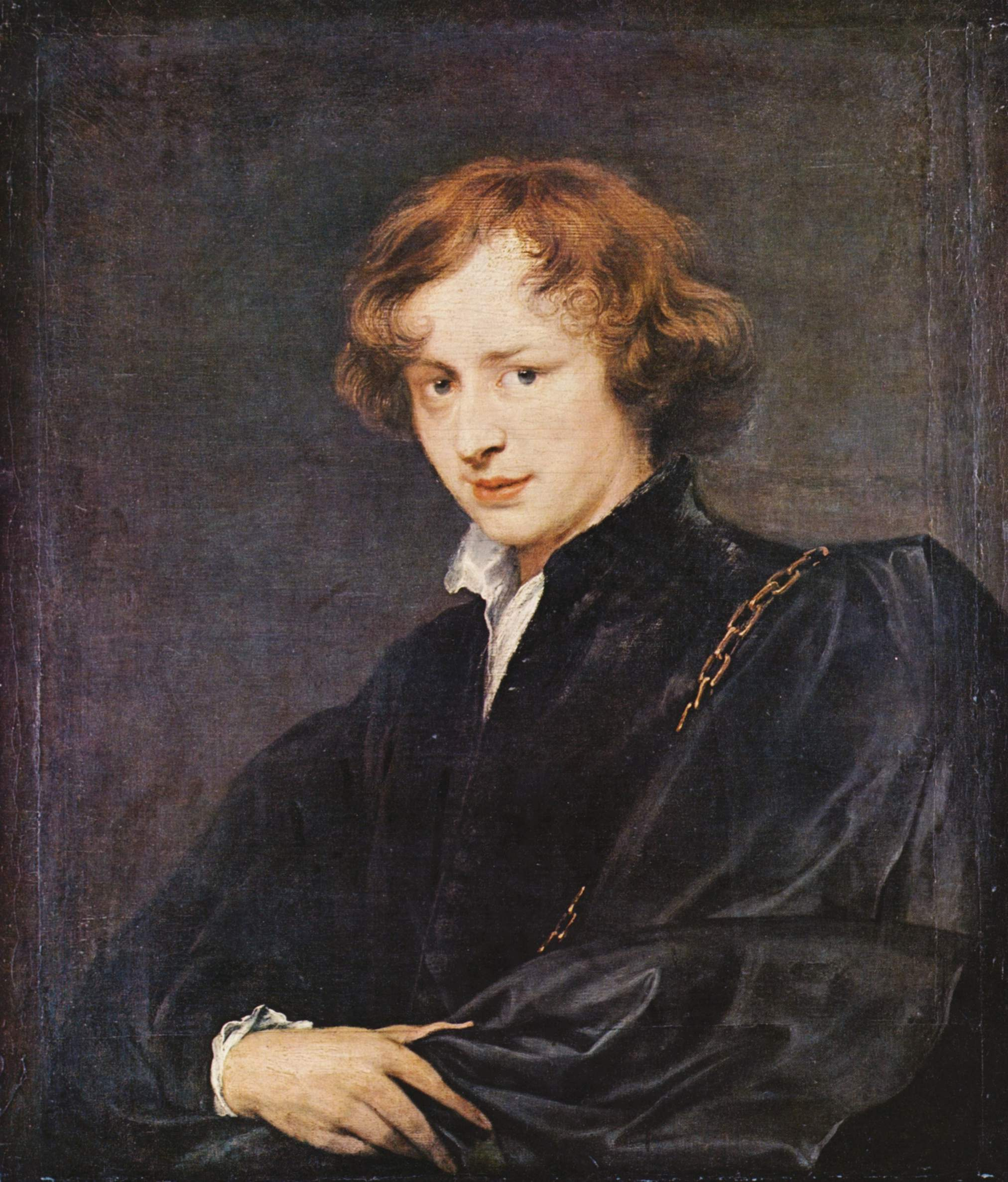
أنطوني فان ديك, Self Portrait, c. 1621
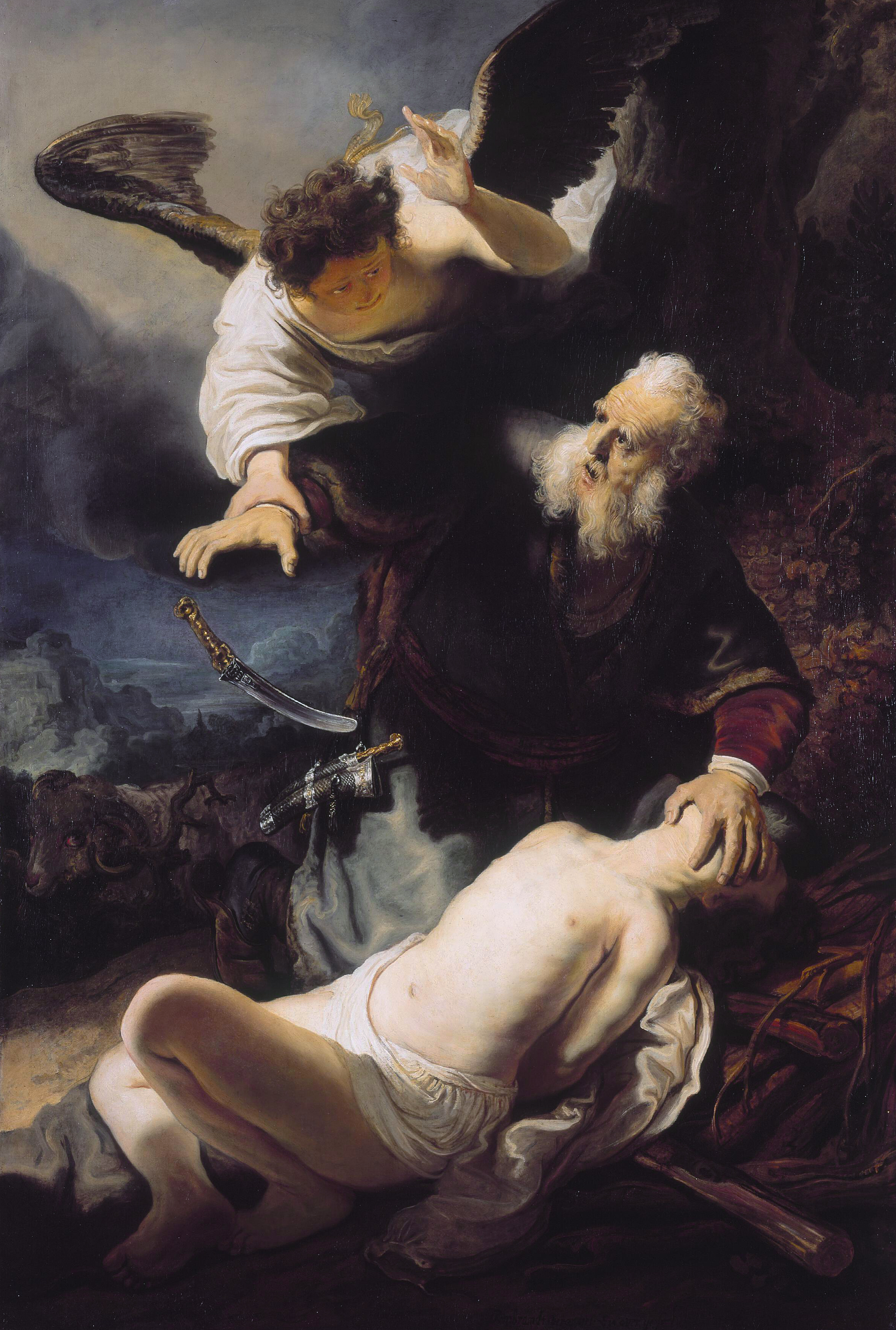
رامبرانت, The Sacrifice of Isaac, 1636
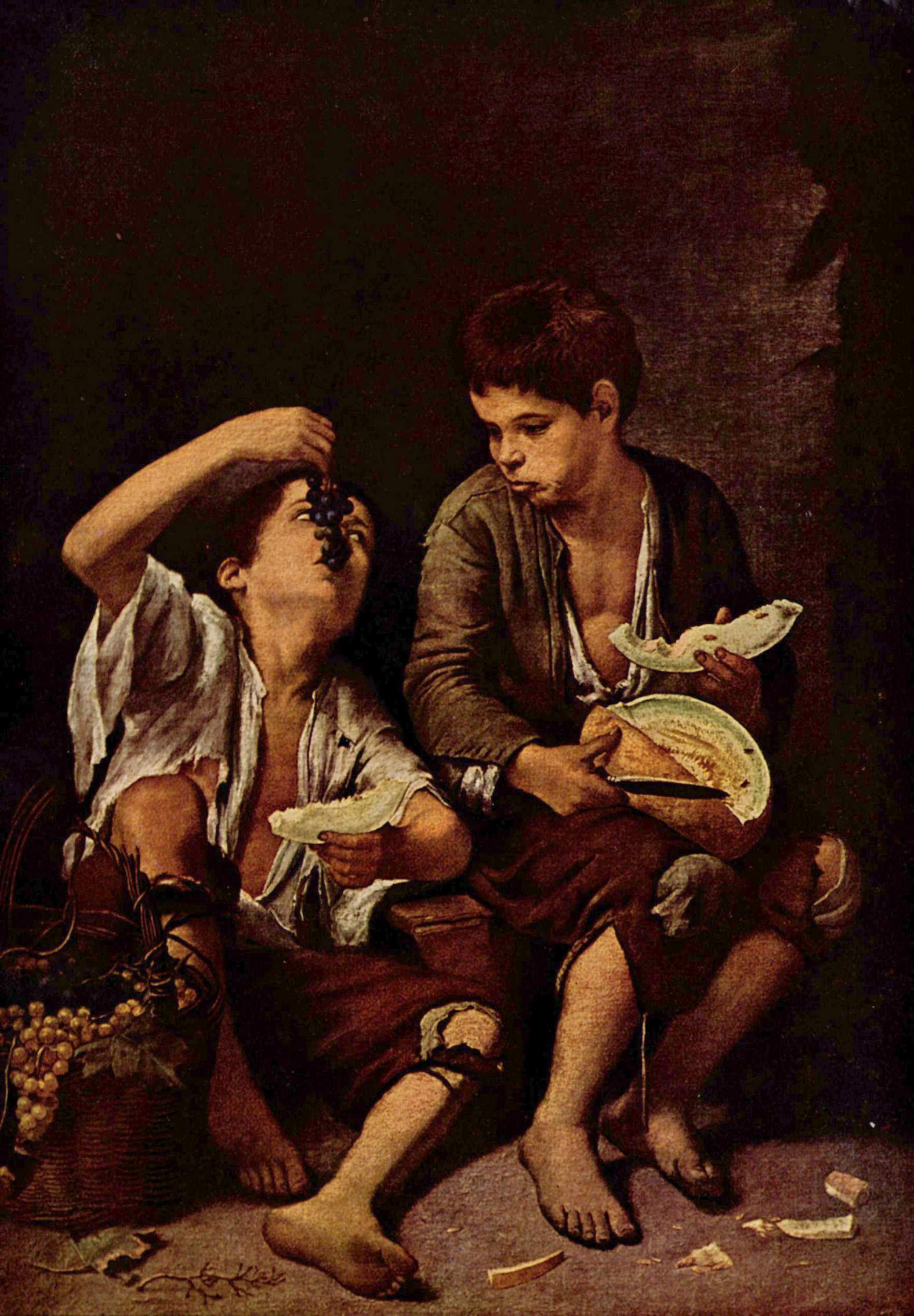
بارتولومه إستبان موريو, Beggar Boys Eating Grapes and Melon, c. 1645-1655
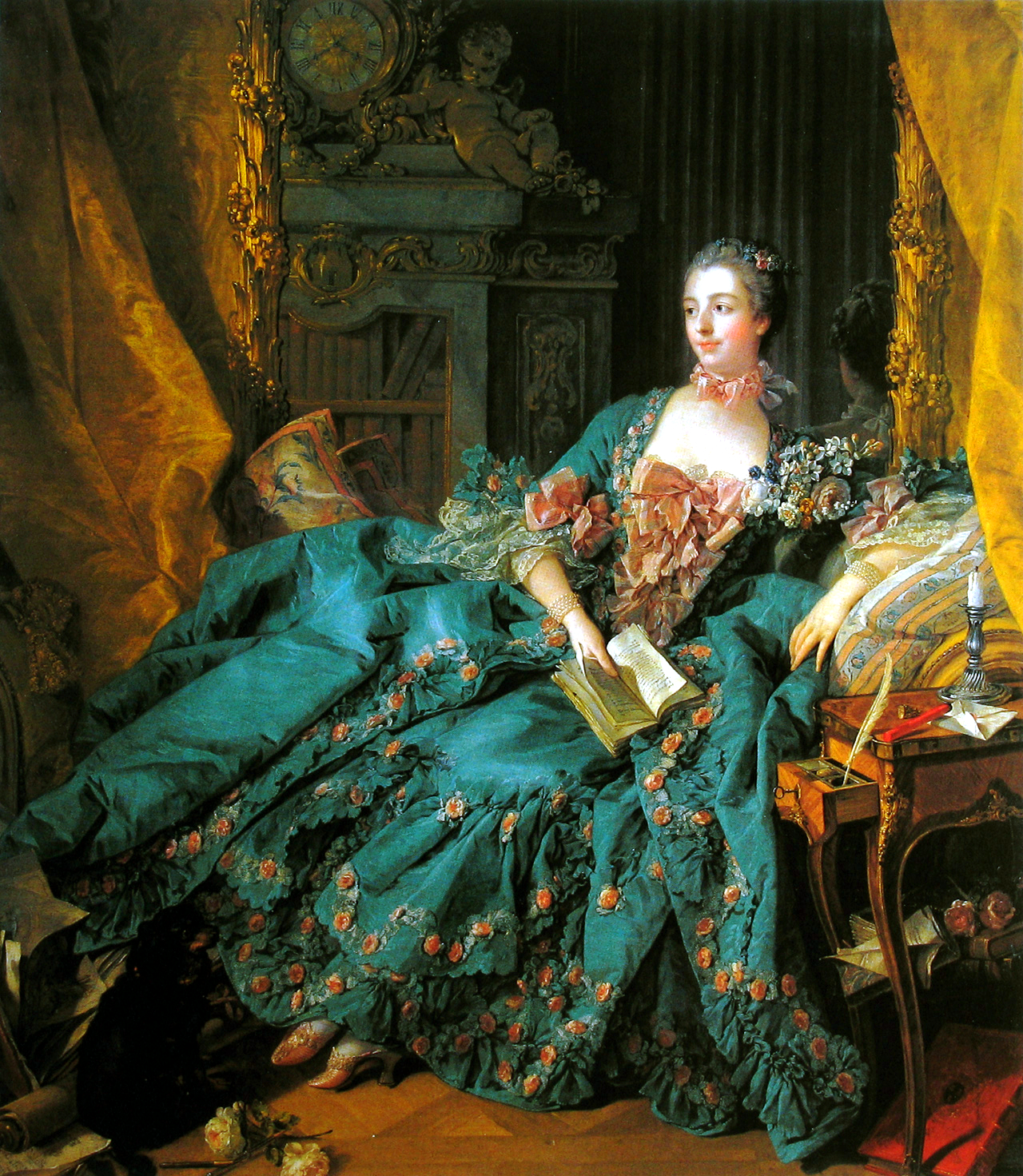
فرانسو بوشير, مدام دو بومبادور, 1756
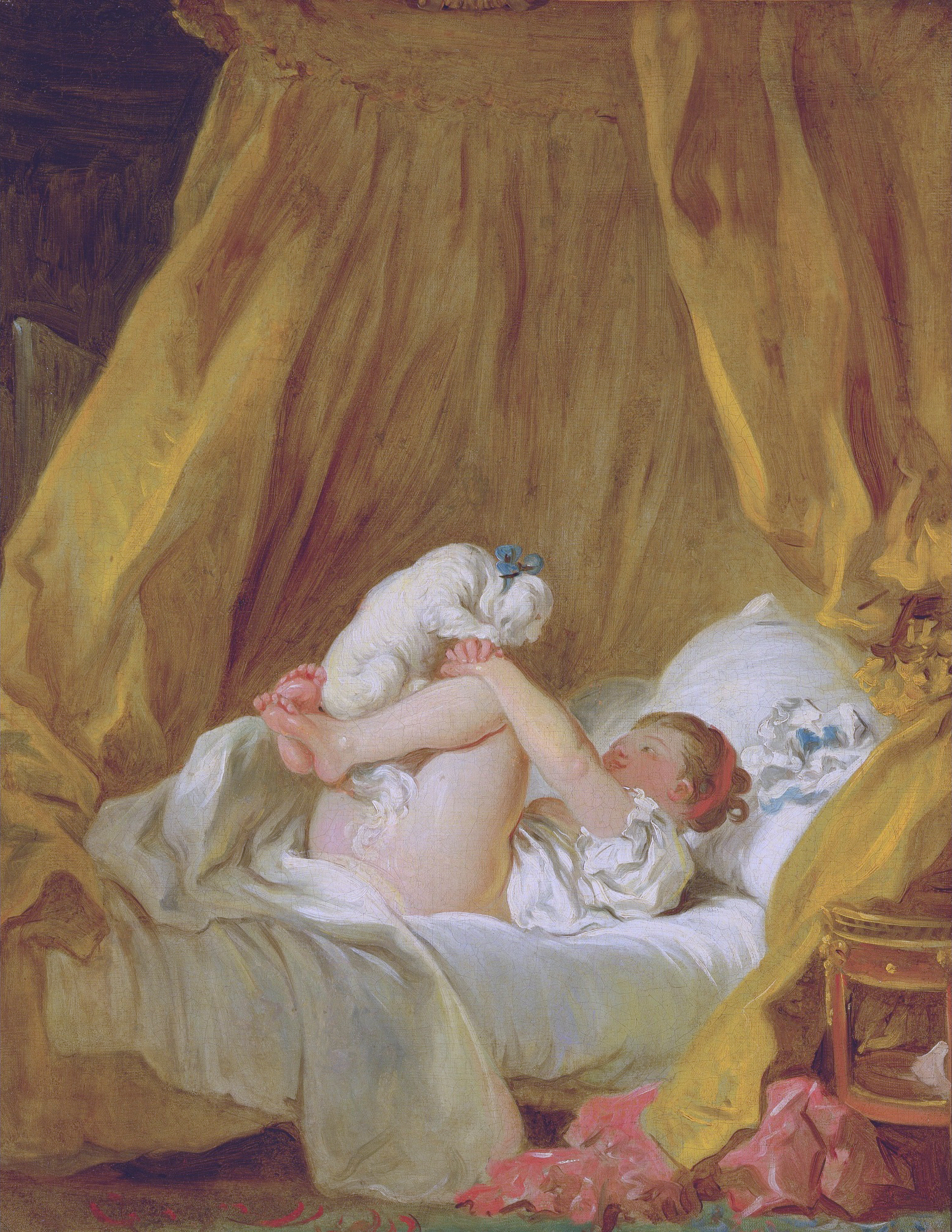
جان هونوري فراغونارد, Girl with Dog, 1770-1775

## وصلات خارجية
- [(https://www.pinakothek.de/en Official website in English)]
- Panorama Alte Pinakothek